# Théodore-Henri Mansson

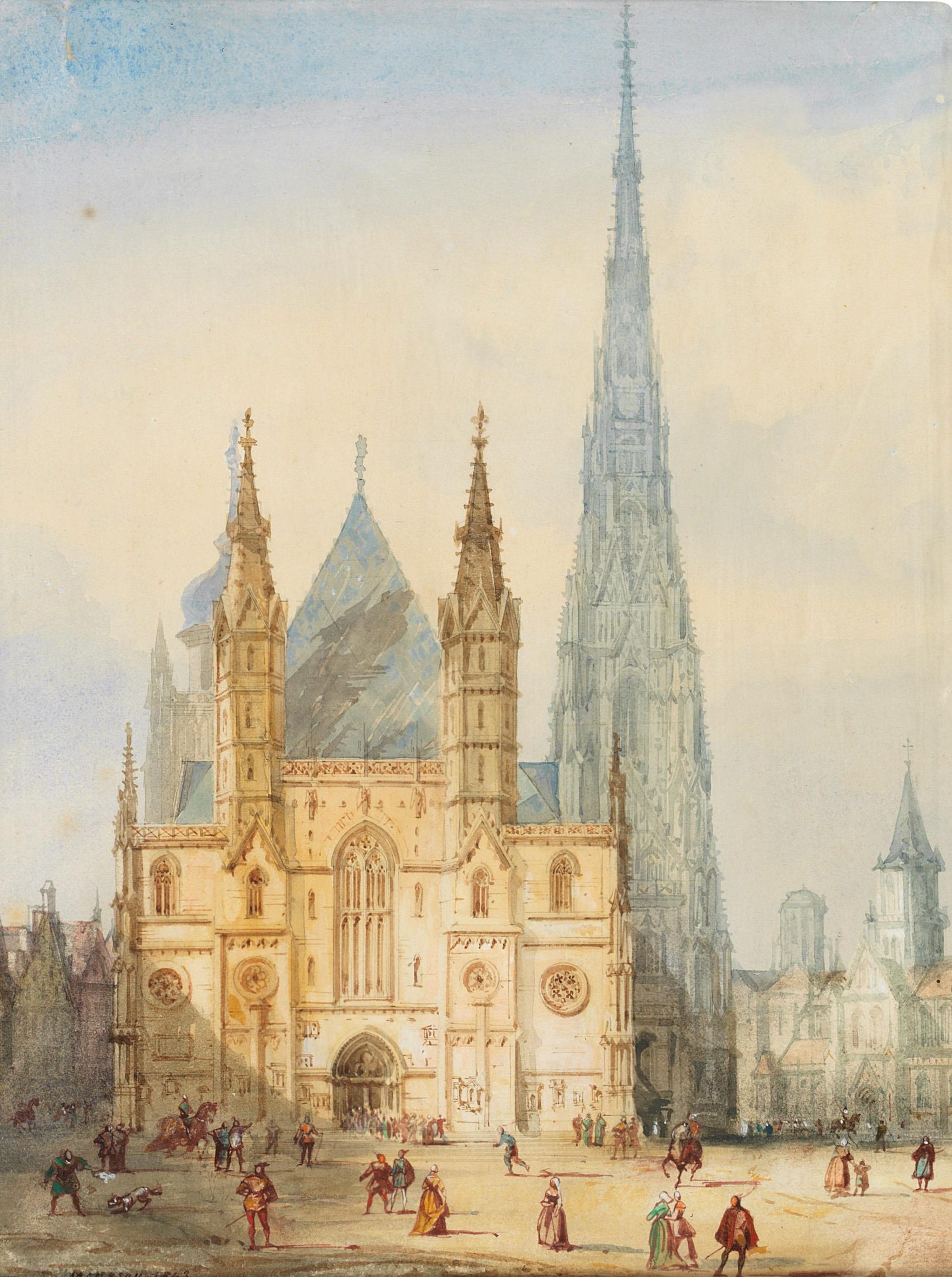

Théodore-Henri Mansson (né en 1811 à Rouen, mort le 2 janvier 1850 à Bruxelles ou à Paris) est un peintre et lithographe français.

## Biographie
Il séjourne à Troyes en 1845.
Il est domicilié au no 11 rue Neuve-Bréda à Paris. Sa vente après décès eut lieu le 27 février 1850.

## Expositions collectives
- 1836 : Exposition des Beaux-Arts de Rouen. Mention honorable dans la section « Extérieur »[2].
- 1837 : Exposition des Beaux-Arts de Rouen. Mention honorable dans la section « Dessins au crayon »[3].
- 1838 : Exposition des Beaux-Arts de Rouen[4].
- 1839 : Exposition des Beaux-Arts de Rouen[5]. Mention honorable dans la section « Aquarelles »[6].
- 1840 : Salon de Rouen. Médaille de bronze dans la section « Aquarelles et dessins »[7].
- 1846 : Salon des artistes français
- 1848 : Salon des artistes français
- 1849 : Salon des artistes français